# Mavro Orbini
Mavro Orbini (Dubrovnik, oko sredine 16. stoljeća – Dubrovnik, 1614.) bio je hrvatski pisac, ideolog i povjesničar. 
Stupivši u benediktinski red neko je vrijeme živio u samostanu na otoku Mljetu, poslije u Stonu, pa u Ugarskoj gdje je nekoliko godina bio opat benediktinskoga samostana u Baču. Vratio se u Dubrovnik gdje je ostao do smrti. Kao i većina suvremenih mu hrvatskih intelektualaca, poznavaoci je Pribojevićevu panslavensku ideologiju, čemu je dao važan doprinos u svom povijesno-ideološkom križancu napisanom na talijanskom jeziku: Kraljevstvo Slavena  (Il Regno de gli Slavi), Pesaro, 1601. Tu je nekritičku povijest Slavena preveo na ruskoslavenski Teofan Prokopievič 1723. godine, pa je to djelo izvršilo važan utjecaj na formiranje predodžbi slavenskih naroda o sebi samima, kao i Europljana o Slavenima. Orbini kao i Pribojević sjedinjuje ilirski i slavenski mitologem, a u interpretaciji povijesti u njega prevladava sveslavenska mitološka svijest.[tko kaže?] Orbini se nalazio na samom rubu hrvatskoga i slavenskoga slobodnoga prostora, pa je veličajući množinu slavenskih naroda (prije svih Rusa i Poljaka), djelovao kompenzatorno u situaciji sučeljenosti s agresivnim nastupom inojezičnih i inonacionalnih imperija – Germana, talijanskih Mlečana i Turaka Osmanlija. Na hrvatskom jeziku Orbini je objavio "Zrcalo duhovno...", 1595., u biti preradu talijanskoga djela Angela Nellija. Taj tekst, pretočen na, kako je Orbini rekao dubrovački jezik, predstavlja jedan od primjera hrvatske proze 16. stoljeća.
Orbinijevo glavno djelo dugo je bilo praktički jedinim vrelom za odsječke kasnosrednjovjekovne povijesti područja koja je pokrivala bivša Jugoslavija, od slovenske Koruške do Kosova i Makedonije. Nemali broj povjesničara je ispekao zanat provjeravajući obilje podataka koje je Orbini upisao u svoju glavnu knjigu, pa se i današnja historiografija često razilazi u procjeni istinitosti pojedinih Orbinijevih napisa i tvrdnji.

## Vanjske poveznice
- Kraljevstvo Slavena,  Mavro Orbini  (Il Regno de gli Slavi, 1601), prijevod na hrvatski jezik, "Golden Marketing" i "Narodne novine", 1999.

## Djela
- "Il Regno degli Slavi", Pesaro, 1601.
- "Zrcalo duhovno...", 1595.